# 3 عملات ذهبية
3 عملات ذهبية (بالإنجليزية: 3 Gold Coins)‏ هو فيلم أبيض وأسود غربي أمريكي صامت إنتاج عام 1920 من إخراج كليفورد سميث وبطولة توم ميكس، تم إنتاجه وتوزيعه من قبل شركة فوكس فيلم. يعتبر الفيلم ضائعاً.

## أحداث الفيلم
يُظهر رعاة البقر بوب فليمنغ، البراعة في استخدام مسدسه لدرجة أنه فاز بالعملات الذهبية الثلاث التي قدمها المليونير لوثر ريد لاختبار مهاراته في الرماية، يترك بوب أيضًا انطباعًا حسناً على ابنة ريد الجميلة بيتي، يحظى راعي البقر بإعجاب المواطنين المحليين لدرجة أنه عندما وصل المحتالان جي إم بالينجر وروفوس بيري إلى بلدة فور كورنرز، قرروا جعل بوب ضحيتهم. بعد زراعة الزيت على أرض بوب قاموا ببيع المخرون إلى سكان المدينة وراعي البقر، الذي انجذب ببراءة إلى المخطط سلمه إلى المحتالين تم القبض على بوب وإدانته بالاحتيال على أصحاب الأسهم ، واتهم أيضًا بكونه بات دنكان سيئ السمعة والخارج عن القانون، بعد عدة مغامرات، ينجح بوب في القبض على دنكان الحقيقي ، ويبرئ نفسه من التهم الموجهة إليه ويفوز بيتي عن عروسه.

## روابط خارجية
- 3 عملات ذهبية  في قاعدة بيانات الأفلام على الإنترنت (بالإنجليزية)
- 3 عملات ذهبية على موقع أول موفي.